# Le Gué-de-Velluire

Le Gué-de-Velluire este o comună în departamentul Vendée, Franța. În 2009 avea o populație de 544 de locuitori.